# Anselmo Silvino
Anselmo Silvino (Teramo, Italija, 23. studenog 1945.) je bivši talijanski dizač utega.
Nakon bavljenja boksom i biciklizmom, Silvino se posvetio dizanju utega te s devetnaest godina postaje nacionalni juniorski prvak. Prvi veći rezultat ostvario je na Mediteranskim igrama 1967. u Tunisu kada je osvojio srebro te postavivši novi nacionalni rekord od 370 kg. Na sljedećim Mediteranskim igrama u İzmiru osvaja zlato dok je iste godine bio brončani na Svjetskom prvenstvu u Limi.
Tijekom 1972. Silvino biva brončani na Olimpijadi u Münchenu s time da je olimpijski turnir bio ujedno i svjetsko prvenstvo. Također, medalju istog sjaja osvojio je i na predstojećem europskom prvenstvu u Constanţi.
Tijekom svoje karijere rušio je talijanske rekorde u dizanju utega 43 puta, sudjelovao je na preko 30 međunarodnih turnira dok mu je 1991. godine rodni Teramo dodijelio nagradu Il Paliotto d'oro.

## Vanjske poveznice
- Profil Silvina na Sports-reference.com  Arhivirana inačica izvorne stranice od 18. travnja 2020. (Wayback Machine)